# Felicia Day
Kathryn Felicia Day (Huntsville, Alabama; 28 de junio de 1979), más conocida como Felicia Day, es una actriz y personalidad de Internet estadounidense.

## Carrera
Es reconocida por su interpretación de Vi en la serie de televisión Buffy the Vampire Slayer, de Charlie en la serie de televisión Supernatural y de la Dr. Holly Marten en la serie Eureka y por películas como Bring It On: Again y June. También es conocida por su participación en proyectos de Internet, entre los que destacan el musical Dr. Horrible's Sing-Along Blog y la premiada sitcom The Guild, de la cual es protagonista, guionista y productora, así como el blog de Internet acerca de juegos de mesa Tabletop, el cual produce junto a Wil Wheaton.
En septiembre de 2008, la revista TV Week la incluyó en su lista de los 10 mejores creadores de vídeos para Internet.

## Filmografía

### Cine
| Año  | Título                         | Personaje         | Notas |
| ---- | ------------------------------ | ----------------- | ----- |
| 2001 | Strings                        |                   |       |
| 2003 | Delusional                     |                   |       |
| 2003 | Backslide                      | Maddie            |       |
| 2004 | The Mortician's Hobby          | Tiffany           |       |
| 2004 | Bring It On Again              | Penelope          |       |
| 2004 | Final Sale                     | Felicia           |       |
| 2005 | Short Story Time               | Felicia           |       |
| 2006 | God's Waiting List             | Trixie            |       |
| 2007 | Splitting Hairs                | Chica dulce       |       |
| 2008 | Prairie Fever                  | Blue              |       |
| 2008 | Dear Me                        | Pipsy             |       |
| 2010 | Red: Werewolf Hunter           | Virginia Sullivan |       |
| 2011 | Rock Jocks                     | Alison            |       |
| 2014 | Lust for Love                  | Mary              |       |
| 2017 | We Love You, Sally Carmichael! | Sarah             |       |

### Televisión/web
| Año          | Título                                          | Personaje                          | Notas                                                              |
| ------------ | ----------------------------------------------- | ---------------------------------- | ------------------------------------------------------------------ |
| 2001         | Emeril                                          | Cherie                             | Episodio: "Whose Life Is It Anyway?"                               |
| 2002         | Maybe It's Me                                   | Cookie                             | Episodio: "The Crazy-Girl Episode"                                 |
| 2002         | House Blend                                     | Pam                                | Film para TV                                                       |
| 2002         | They Shoot Divas, Don't They?                   | Escort                             | Film para TV                                                       |
| 2003         | Buffy the Vampire Slayer                        | Vi                                 | 8 episodios                                                        |
| 2003         | For the People                                  | Nicole                             | Episodio: "Nexus"                                                  |
| 2003         | Undeclared                                      | Sheila                             | Episodio: "God Visits"                                             |
| 2004         | Century City                                    | Sheryl                             | Episodio: "The Haunting"                                           |
| 2004         | Strong Medicine                                 | Amiga de Jesse                     | Episodio: "Positive Results"                                       |
| 2004         | One on One                                      | Sarah                              | Episodio: "We'll Take Manhattan"                                   |
| 2004         | June                                            | June Marie Jacobs                  | Film para TV                                                       |
| 2005         | Warm Springs                                    | Eloise Hutchinson                  | Film para TV                                                       |
| 2005         | Mystery Woman: Vision of a Murder               | Emily                              | Film para TV                                                       |
| 2005         | Monk                                            | Heidi Gefsky                       | Episodio: "Mr. Monk Gets Drunk"                                    |
| 2006         | Windfall                                        | Danielle                           | Episodios: "Changing Partners", "Crash Into You"                   |
| 2006         | Love, Inc.                                      | Natalie                            | Episodio: "Hello, Larry"                                           |
| 2007–2013    | The Guild                                       | Cyd Sherman/Codex                  | Serie Web. Creadora                                                |
| 2008         | House                                           | Apple                              | Episodio: "Not Cancer"                                             |
| 2008         | Retarded Policeman #7.5: Fish                   | Ella misma                         |                                                                    |
| 2008         | Dr. Horrible's Sing-Along Blog                  | Penny                              | Serie web                                                          |
| 2008–2010    | The Legend of Neil                              | Hada                               | Serie web 5 episodios                                              |
| 2009         | Roommates                                       | Alyssa                             | 3 episodios                                                        |
| 2009         | My Boys                                         | Heather                            | Episodio: "Madder of Degrees"                                      |
| 2009         | Dollhouse                                       | Mag                                | Episodios: "Epitaph One", "Epitaph Two: Return"                    |
| 2009         | IRrelevant Astronomy                            | Felicia Day                        | Episodio: "Behind the Scenes: When Galaxies Collide"               |
| 2009         | Lie to Me                                       | Ms. Angela                         | Episodio: "Tractor Man"                                            |
| 2009         | Three Rivers                                    | Jeni                               | Episodio: "A Roll of the Dice"                                     |
| 2010         | A Comicbook Orange                              | Ella misma                         | Episodio: "Felicia Day & Viking"                                   |
| 2010         | The Webventures of Justin and Alden             | Ella misma                         | 2 episodios                                                        |
| 2010–2013    | Generator Rex                                   | Annie                              | Voz 3 episodios                                                    |
| 2011         | Dragon Age: Redemption                          | Tallis                             | Escritora & coproductora                                           |
| 2011         | The Big Chew                                    | Marjorie                           | Producción de YouTube                                              |
| 2011–2012    | Eureka                                          | Dra. Holly Marten                  | 18 episodios                                                       |
| 2012         | Fish Hooks                                      | Angela                             | Voz 4 episodios                                                    |
| 2012         | MyMusic                                         | Gorgol                             | Episodio: "INVISIBLE!" Serie de YouTube                            |
| 2012         | Dan Vs.                                         | La Jefa                            | Voz Episodio: "Dan vs. The Boss"                                   |
| 2012         | Husbands                                        | Chica sexy de la pizza             | Serie web                                                          |
| 2012         | YOMYOMF                                         | Ella misma                         | Episodio: "KevJumba Takes the SAT w/ Felicia Day" Serie de YouTube |
| 2012         | The Game Station Podcast                        | Ella misma                         | Episodio: "Episode 27" Serie de YouTube                            |
| 2012         | Rewind YouTube Style 2012                       | Carly Rae Jepsen                   | Single video                                                       |
| 2012–2014    | My Gimpy Life                                   | Felicia                            | 2 episodios Serie de YouTube                                       |
| 2012–2014    | The High Fructose Adventures of Annoying Orange | Ginger/Peach                       | Voz 29 episodios                                                   |
| 2012–2017    | Tabletop                                        | Ella misma                         | 10 episodios                                                       |
| 2012–2020    | Supernatural                                    | Charlie Bradbury/Celeste Middleton | 11 episodios                                                       |
| 2012–present | The Flog                                        | Ella msima                         | Vlog semanal en Geek & Sundry                                      |
| 2012–present | Vaginal Fantasy                                 | Ella misma                         | Reunión mensual en Geek & Sundry                                   |
| 2013         | Felicia's Ark                                   | Ella misma                         | Serie de Youtube semanal, entre el 1.º de abril y el 13 de mayo.   |
| 2013         | Co-Optitude                                     | Ella misma                         | Serie de YouTube                                                   |
| 2013         | Spellslingers                                   | Ella misma                         | 2 episodios Serie de YouTube                                       |
| 2013         | Outlands                                        | 84                                 | Serie de YouTube                                                   |
| 2015         | Critical Role                                   | Lyra                               | Episodios 18 & 19: "Trial of the Take: Part 1 & 2"                 |
| 2015         | Rooster Teeth Podcast                           | #337                               | Serie de YouTube                                                   |
| 2015–2017    | Con Man                                         | Karen                              | Serie web 5 episodios                                              |
| 2016         | We Bare Bears                                   | Karla                              | Voz Episodio: "The Island"                                         |
| 2016         | The Librarians                                  | Charlotte                          | Episodio: "And the Tears of a Clown"                               |
| 2017         | Be Cool, Scooby-Doo!                            | Violet Oberon                      | Voz Episodio: "Vote Velma"                                         |
| 2017         | My Little Pony: Friendship Is Magic             | Pear Butter                        | Voz Episodio: "The Perfect Pear"                                   |
| 2017         | Danger & Eggs                                   | Francesca                          | Voz Episodio: "Check Mates/Pirate Gorgeous"                        |
| 2017         | The Game Awards                                 | Ella misma                         | Presentadora; ícono de la industria                                |
| 2017–2018    | Adventure Time                                  | Betty                              | Voz 8 episodios                                                    |
| 2017–2018    | Stretch Armstrong and the Flex Fighters         | Erika Violette                     | Voz 14 episodios                                                   |
| 2017–2018    | Mystery Science Theater 3000                    | Kinga Forrester                    | 20 episodios                                                       |
| 2017–2018    | Skylanders Academy                              | Cynder                             | Voz Serie de Netflix                                               |
| 2018         | Miles from Tomorrowland                         | Grendel / Hemeran                  | Voz Episodio: "Grendel's Moving Castle/The Great Gadfly"           |
| 2018         | Robot Chicken                                   | Leslie Willis / Livewire           | Voz Episodio: «Never Forget»                                       |
| 2018         | Robot Chicken                                   | Jessica Rabbit                     | Voz Episodio: «Never Forget»                                       |
| 2018–2019    | The Magicians                                   | Poppy Kline                        | 4 episodios                                                        |
| 2019         | Good Mythical Morning                           | Ella misma                         | Prueba de comida                                                   |
| 2019, 2023   | The Rookie                                      | Dra. Morgan                        | 2 episodios                                                        |
| 2020         | Into the Dark                                   | Molly                              | Episode: "Pooka Lives!"                                            |
| 2020         | Glitch Techs                                    | Simi / Emma                        | Voz 3 episodios                                                    |
| 2020         | Marvel's Spider-Man                             | Mary Jane Watson                   | Voz                                                                |
| 2021         | The Owl House                                   | Bria                               | Voz Episodio: "Through the Looking Glass Ruins"                    |
| 2022         | The Legend of Vox Machina                       | Captain del Emon                   | Voz                                                                |
| 2022         | Monster High                                    | Ghoulia Yelps                      | Voz                                                                |
| 2022         | Headless: A Sleepy Hollow Story                 | Henrietta Hudson                   | 2 episodios                                                        |

### Videojuegos
| Año  | Título                                         | Personaje           | Notas |
| ---- | ---------------------------------------------- | ------------------- | ----- |
| 2010 | Rock of the Dead                               | Mary Beth           |       |
| 2010 | Fallout: New Vegas                             | Veronica Santangelo |       |
| 2011 | Dragon Age II: Mark of the Assassin            | Tallis              |       |
| 2012 | Guild Wars 2                                   | Zojja               |       |
| 2014 | Family Guy: The Quest for Stuff                | Herself             |       |
| 2015 | Guild Wars 2: Heart of Thorns                  | Zojja               |       |
| 2018 | Monster Prom                                   | Violet              |       |
| 2020 | The Dungeon of Naheulbeuk: The Amulet of Chaos | The Wizardress      |       |

## Premios y nominaciones
Durante la inauguración de los Streamy Awards celebrada en Los Ángeles el 28 de marzo de 2009, recibió el premio a "Mejor Actor de sexo femenino en una comedia" por su trabajo como protagonista (Cyd Sherman) en The Guild , y ganó el mismo premio de nuevo en 2010.
También fue reconocida por su trabajo en Dr. Horrible's Sing-Along Blog en 2009. Day también fue nominada para el Premio al Mejor Invitado Especial en la tercera edición de los Streamy Awards.
| Año  | Premios        | Categoría                                                 | Trabajo nominado | Resultado |
| ---- | -------------- | --------------------------------------------------------- | ---------------- | --------- |
| 2009 | Streamy Awards | Mejor interpretación femenina en una Serie de Comedia Web | The Guild        | Ganador   |
| 2009 | Streamy Awards | Mejor reparto en una serie web                            | The Guild        | Ganador   |
| 2009 | Streamy Awards | Mejor guion en una serie de comedia Web                   | The Guild        | Nominado  |
| 2010 | Streamy Awards | Mejor interpretación femenina en una Serie de Comedia Web | The Guild        | Ganador   |
| 2010 | Streamy Awards | Mejor reparto en una serie web                            | The Guild        | Nominado  |
| 2010 | Streamy Awards | Mejor guion en una serie de comedia Web                   | The Guild        | Nominado  |
| 2012 | IAWTV          | La mejor escritura (Comedia)                              | The Guild        | Ganador   |
| 2012 | IAWTV          | Mejor interpretación femenina (Comedia)                   | The Guild        | Ganador   |
| 2013 | IAWTV          | Mejor escritura (no ficción)                              | The Flog         | Ganador   |
| 2013 | Streamy Awards | Mejor escritura - Comedia                                 | The Guild        | Nominado  |
| 2013 | Streamy Awards | Mejor Invitado Especial                                   | My Music         | Nominado  |